# 500 Miles
Ne doit pas être confondu avec la chanson du groupe The Proclaimers ; I'm Gonna Be (500 Miles)
500 Miles (également connu sous le nom 500 Miles Away from Home ou Railroaders' Lament) est une chanson rendue populaire aux États-Unis et en Europe lors du renouveau de la musique folk dans les années 1960. Les paroles simples et répétitives offrent une lamentation d'un voyageur qui est loin de chez lui, sans argent et trop honteux pour revenir.

## Histoire
La chanson est généralement créditée comme étant écrite par Hedy West,, et un copyright de 1961 est détenu par Atzal Music, Inc., Certains enregistrements ont également crédité Curly Williams ou John Phillips en tant que co-auteurs bien que Phillips admette qu'il l'avait seulement réarrangé et « ne méritait pas le crédit ». David Neale écrit que 500 Miles peut être lié à la chanson folklorique plus ancienne 900 Miles, qui peut elle-même avoir des origines dans les airs de violon sud-américains Reuben's Train et Train 45,. Johnny Cash est connu pour avoir placé 500 Miles sur sa liste de 100 chansons country essentielles au début des années 1970.
La version la plus connue commercialement est celle de Bobby Bare en 1963. Sa version est devenue un hit dans le Top 10 du Billboard Hot 100 américain, ainsi qu'un Top 5 dans les charts Country et Adult Contemporary.

## Classements
| Classement (1963)               | Meilleure position |
| ------------------------------- | ------------------ |
| US Billboard Hot 100            | 10                 |
| US Billboard Adult Contemporary | 4                  |
| US Billboard Country            | 5                  |
| US Cash Box Top 100             | 15                 |

## Reprises de la chanson
- La chanson apparaît sur le premier album éponyme de 1961 par The Journeymen[12] ; c'était peut-être sa première version.
- La chanson a été entendue sur l'album live du Kingston Trio en février 1962, College Concert.
- Elle a été popularisée par Peter, Paul and Mary, qui ont inclus la chanson sur leur premier album en mai 1962[13],[14].
- Le chanteur de musique country américain Bobby Bare a enregistré une version avec de nouvelles paroles, qui est devenue un single à succès en 1963[3].
- Joan Baez l’a chantée en 1963[15].
- Dick and Dee Dee ont publié une version de la chanson sur leur album de 1964, Turn Around[16].
- La chanson a été reprise par Sonny & Cher sur leur album de 1965 Look at Us. Cette version a été jouée sur le générique du film télévisé de la BBC de 1966, Cathy Come Home.
- Les paroles figurent en grande partie dans la chanson de Bob Dylan I was young when I left home.
- Une version bluegrass a été enregistrée par The Gentlemen Country sur leur album 25 Years[17] et The Seldom Scene sur leur album Act I[18].
- Gene Vincent l'a reprise sur son album "If Only You Could See Me Today" en 1970.
- The Hooters ont enregistré une version de cette chanson avec des paroles supplémentaires, dédiée aux manifestations de la place Tian'anmen. Peter, Paul and Mary leur ont également fourni des voix de fond. Cette version est sur l'album Zig Zag[19].
- Elle a également été enregistrée par Terry Callier (sous le titre 900 Miles sur The New Folk Sound of Terry Callier), par Lonnie Donegan, The Brothers Four, Glen Campbell, Johnny Rivers, Reba McEntire, Jackie DeShannon, The Seekers, Elvis Presley, Peter and Gordon, Eric Bibb, Hootenanny Singers, Joan Baez, Takako Matsu, The Persuasions, Slater Rhea et bien d'autres[20]. Plus récemment, la chanson a été enregistrée par Justin Timberlake, David Michael Bennett, Carey Mulligan, Micah P. Hinson et Stark Sands pour la bande originale du film Inside Llewyn Davis.

## Reprise étrangères
En France, le titre a été repris presque simultanément par Richard Anthony et Hugues Aufray sous le titre J'entends siffler le train en 1962. L'adaptation est due au parolier Jacques Plante.  Alors que la version de Hugues Aufray passe inaperçue, Richard Anthony atteint le numéro 1 des charts avec ce titre.
En 1963, une version allemande, "Und dein Zug fährt durch die Nacht", fut un succès pour Peter Beil. Toujours en allemand, Santiano sortent en 2012 une version sur le thème marin, 500 Meilen, sur leur album Bis ans Ende der Welt.
En finnois, la chanson a été enregistrée sous au moins cinq titres différents. En 1963, Erkki Pohjanheimo a enregistré la chanson sous le titre "Juna jättää laiturin". L'année suivante, un quatuor vocal finlandais Neljä Penniä a enregistré un single qui se composait de deux chansons : sur la face A et sur le revers, il y avait une version finlandaise de 500 Miles sous le titre  Pitkät illat, paroles de Sauvo Puhtila. Aussi en 1964, une autre version de la chanson fut enregistrée par le trio folklorique Anki, Bosse & Robert et intitulée Viimeinen vihellys, paroles de Juha Vainio. En 1979, la chanson est à nouveau enregistrée par Jukka Raitanen. Cette fois, elle s'appelle Liian kaukana.
En Inde, le compositeur indien Rajesh Roshan a utilisé l'air pour composer la chanson "Jab Koyi Baat Bigad Jaaye" (en français: "Quand les choses vont mal") dans le film "Jurm" (en français: "La Criminalité") des années 1990.
La chanson compte une version slovène (1965) interprétée par Lado Leskovar, une version tchèque (1967) chantée en duo par Helena Vondráčková et Waldemar Matuška, ainsi que des versions japonaise (1989), bengali (1997), chinoise (2017).